# Flagi gmin w województwie lubelskim
Flagi gmin w województwie lubelskim – lista symboli gminnych w postaci flagi, obowiązujących w województwie lubelskim.

Flaga województwa lubelskiego

Zgodnie z definicją, flaga to płat tkaniny określonego kształtu, barwy i znaczenia, przymocowywany do drzewca lub masztu. Może on również zawierać herb lub godło danej jednostki administracyjnej. W Polsce jednostki terytorialne (rady gmin, miast i powiatów) mogą ustanawiać flagi zgodnie z „Ustawą z dnia 21 grudnia 1978 o odznakach i mundurach”.  W pierwotnej wersji pozwalała ona jednostkom terytorialnym jedynie na ustanawianie herbów. Mimo to wiele miast i gmin podejmowało uchwały i używało flagi jako swojego symbolu (w województwie lubelskim było to kilkanaście gmin). Dopiero „Ustawa z dnia 29 grudnia 1998 o zmianie niektórych ustaw w związku z wdrożeniem reformy ustrojowej państwa” oficjalnie potwierdziła prawo województw, powiatów i gmin do ustanawiania tego symbolu jednostki terytorialnej.
W 2025 w województwie lubelskim swoją flagę miało 129 z 213 gmin, do 2023 miała ją także gmina Chełm. Symbol ten, w 2004, ustanowiło samo województwo.

## Lista obowiązujących flag gminnych

### Miasto Biała Podlaska
| Wzór | Opis |
| ---- | --- |
|      | Flaga miasta została ustanowiona 11 września 1997. Jest to prostokątny płat tkaniny o proporcjach 5:8, podzielony na cztery poziome pasy: srebrny, zielony, złoty i czerwony w stosunku 2:1:1:2. W jego centralnej części umieszczono herb miasta. |

### Powiat bialski
| Gmina                      | Wzór | Opis |
| -------------------------- | ---- | --- |
| Gmina Biała Podlaska       |      | Flaga gminy została ustanowiona 15 lutego 1996. Jest to prostokątny płat tkaniny o proporcjach 5:8, podzielony na trzy poziome pasy: biały, czarny i czerwony w stosunku 2:1:2. W lewym górnym rogu płata może znajdować się herb gminy.                                                         |
| Gmina Drelów               |      | Flaga gminy została ustanowiona uchwałą nr XIV/86/96 z 27 czerwca 1996. Jest to prostokątny płat tkaniny o proporcjach 5:8, podzielony na cztery równe pionowe pasy: zielony, biały, czerwony i żółty,                                                                                           |
| Miasto Międzyrzec Podlaski |      | Flaga miasta, autorstwa Kamila Wójcikowskiego i Roberta Fidury, została ustanowiona uchwałą nr VI/51/19 z 29 marca 2019. Jest to prostokątny płat tkaniny o proporcjach 5:8, podzielony na dwa poziome pasy: biały i błękitny w stosunku 4:1. W lewym górnym rogu płata umieszczono herb miasta. |
| Gmina Międzyrzec Podlaski  |      | Flaga gminy to prostokątny płat tkaniny o proporcjach 5:8, podzielony na trzy poziome pasy: srebrny, złoty i błękitny. W jego centralnej części może znajdować się herb gminy. |
| Gmina Sławatycze           |      | Flaga gminy, autorstwa Kamila Wójcikowskiego i Roberta Fidury, została ustanowiona uchwałą nr VII/43/2015 z 11 października 2015. Jest to prostokątny płat tkaniny o proporcjach 5:8 koloru żółtego, z którego lewej strony płata umieszczono godło z herbu gminy.                               |
| Gmina Terespol             |      | Flaga gminy została ustanowiona uchwałą nr XXI/138/12 z 28 grudnia 2012. Jest to prostokątny płat tkaniny o proporcjach 5:8, podzielony na trzy poziome pasy: dwa białe i czerwony w stosunku 1:3:1. W jego centralnej części umieszczono herb gminy.                                            |
| Gmina Zalesie              |      | Flaga gminy została ustanowiona uchwałą nr XXII/168/98 z 10 czerwca 1998. Jest to prostokątny płat tkaniny, podzielony na trzy równe poziome pasy: zielony, czerwony i żółty. W jego centralnej części może znajdować się herb gminy.                                                            |

### Powiat biłgorajski
| Gmina                  | Wzór | Opis |
| ---------------------- | ---- | --- |
| Gmina Aleksandrów      |      | Flaga gminy została ustanowiona uchwałą nr XXII/125/13 z 28 czerwca 2013. Jest to prostokątny płat tkaniny o proporcjach 5:8, podzielony na trzy pionowe pasy: dwa żółte i czerwony w stosunku 1:2:1. W jego centralnej części umieszczono herb gminy.                                 |
| Miasto Biłgoraj        |      | Flaga miasta została ustanowiona 13 czerwca 2001. Jest to prostokątny płat tkaniny o proporcjach 2:3, podzielony na siedem równych poziomych pasów: cztery czerwone i trzy białe. W jego centralnej części umieszczono herb miasta.                                                    |
| Gmina Biszcza          |      | Flaga gminy, autorstwa Henryka Seroki, została ustanowiona uchwałą nr XII/64/2011 z 28 grudnia 2011. Jest to prostokątny płat tkaniny o proporcjach 5:8, podzielony na dwie części: lewą czerwoną, z godłem z herbu gminy oraz prawą żółtą.                                            |
| Miasto i gmina Goraj   |      | Flaga gminy została ustanowiona uchwałą nr XXXV/168/2002 z 29 czerwca 2002. Jest to prostokątny płat tkaniny o proporcjach 5:8, podzielony na trzy poziome pasy: żółty, czerwony i biały w stosunku 1:2:1.                                                                             |
| Gmina Łukowa           |      | Flaga gminy, autorstwa Kamila Wójcikowskiego i Roberta Fidury, została ustanowiona uchwałą nr X/89/2016 z 26 sierpnia 2016. Jest to prostokątny płat tkaniny o proporcjach 5:8, podzielony na dwie części: lewą czerwoną, z godłem z herbu gminy oraz prawą białą.                     |
| Gmina Obsza            |      | Flaga gminy, autorstwa Roberta Szydlika, została ustanowiona uchwałą nr XV/97/16 z 11 listopada 2016. Jest to prostokątny płat tkaniny o proporcjach 5:8, podzielony na trzy poziome pasy: dwa żółte i czerwony w stosunku 2:1:2. W jego centralnej części umieszczono herb gminy.     |
| Gmina Tereszpol        |      | Flaga gminy, autorstwa Henryka Seroki, została ustanowiona uchwałą nr XXX/144/09 z 28 sierpnia 2009. Jest to prostokątny płat tkaniny o proporcjach 5:8, podzielony na trzy poziome pasy: żółty, zielony i czerwony w stosunku 2:1:2. W jego centralnej części umieszczono herb gminy. |
| Miasto i gmina Turobin |      | Flaga gminy została ustanowiona uchwałą nr XXXIX/203/2013 z dnia 19 listopada 2013. Jest to prostokątny płat tkaniny o proporcjach 5:8 koloru czerwonego, z którego lewej strony płata umieszczono godło z herbu gminy.                                                                |

### Miasto Chełm
| Wzór | Opis |
| ---- | --- |
|      | Flaga miasta to prostokątny płat tkaniny, podzielony na dwa równe poziome biały i zielony. W centralnej części górnego pasa umieszczono herb miasta. |

### Powiat chełmski
| Gmina                    | Wzór | Opis |
| ------------------------ | ---- | --- |
| Gmina Kamień             |      | Flaga gminy to prostokątny płat tkaniny, podzielony na dwa równe poziome pasy: biały i czerwony, z żółtym klinem z lewej strony płata. |
| Gmina Rejowiec Fabryczny |      | Flaga gminy, autorstwa Dariusza Dessauera, została ustanowiona uchwałą nr XVII/99/96 z 9 lutego 1996. Jest to prostokątny płat tkaniny o proporcjach 5:8, podzielony na cztery równe pionowe pasy: złoty, błękitny, srebrny i czerwony. W lewym górnym rogu płata może znajdować się herb gminy. |
| Gmina Sawin              |      | Flaga gminy została ustanowiona uchwałą nr XX/128/2000 z 24 marca 2000. Jest to prostokątny płat tkaniny o proporcjach 5:8, podzielony w szachownicę na cztery części: dwie czerwone i dwie żółte (kanton jest czerwony). W jego centralnej części umieszczono herb gminy.                       |
| Gmina Wierzbica          |      | Flaga gminy została ustanowiona uchwałą nr XXIII-143/2001 z 29 czerwca 2001. Jest to prostokątny płat tkaniny o proporcjach 5:8, podzielony na trzy pionowe pasy: dwa błękitny i żółty. W jego centralnej części umieszczono herb gminy.                                                         |

### Powiat hrubieszowski
| Gmina             | Wzór | Opis |
| ----------------- | ---- | --- |
| Gmina Dołhobyczów |      | Flaga gminy, autorstwa Roberta Szydlika, została ustanowiona uchwałą nr XIII/102/2012 z 31 maja 2012. Jest to prostokątny płat tkaniny o proporcjach 5:8 koloru czerwonego, ze srebrną linią falistą w dolnej części. W lewym górnym rogu płata umieszczono herb gminy.       |
| Miasto Hrubieszów |      | Flaga miasta to prostokątny płat tkaniny o proporcjach 5:8, podzielony w lewy skos na dwie równe części: czerwoną i zieloną. W lewym górnym rogu płata umieszczono herb miasta, a pod nią liczbę „1400”.                                                                      |
| Gmina Mircze      |      | Flaga gminy została ustanowiona uchwałą nr XVIII/95/99 z 30 grudnia 1999. Jest to prostokątny płat tkaniny o proporcjach 5:8, podzielony na trzy poziome pasy: biały, czerwony i żółty w stosunku 2:1:2. W jego centralnej części umieszczono herb gminy.                     |
| Gmina Trzeszczany |      | Flaga gminy, autorstwa Roberta Szydlika, została ustanowiona uchwałą nr XVII/128/2016 z 22 września 2016. Jest to prostokątny płat tkaniny o proporcjach 5:8 koloru błękitnego, z którego lewej strony płata umieszczono godło z herbu gminy.                                 |
| Gmina Werbkowice  |      | Flaga gminy, autorstwa Henryka Seroki, została ustanowiona uchwałą nr IX/65/2011 z 9 lipca 2011. Jest to prostokątny płat tkaniny o proporcjach 5:8, podzielony na trzy poziome pasy: dwa czerwone i żółty w stosunku 1:2:1. W jego centralnej części umieszczono herb gminy. |

### Powiat janowski
| Gmina                         | Wzór | Opis |
| ----------------------------- | ---- | --- |
| Gmina Batorz                  |      | Flaga gminy, autorstwa Roberta Szydlika, została ustanowiona uchwałą nr XII/96/2016 z 12 lipca 2016. Jest to prostokątny płat tkaniny o proporcjach 5:8, podzielony na trzy pionowe pasy: biały, czerwony i żółty w stosunku 1:3:1. W jego centralnej części umieszczono godło z herbu gminy.                            |
| Gmina Dzwola                  |      | Flaga gminy, autorstwa Roberta Szydlika, została ustanowiona uchwałą nr XXIX/212/2018 z 19 marca 2018. Jest to prostokątny płat tkaniny o proporcjach 5:8, podzielony na trzy pionowe pasy: dwa żółte i czerwony w stosunku 1:3:1. W jego centralnej części umieszczono godło z herbu gminy.                             |
| Gmina Godziszów               |      | Flaga gminy, autorstwa Roberta Szydlika, została ustanowiona uchwałą nr XXVII/174/2013 z 28 listopada 2013. Jest to prostokątny płat tkaniny o proporcjach 5:8 koloru czerwonego, w którego centralnej części umieszczono godło z herbu gminy.                                                                           |
| Miasto i gmina Janów Lubelski |      | Flaga gminy, autorstwa Henryka Seroki, została ustanowiona uchwałą nr LV/481/23 z 20 stycznia 2023. Jest to prostokątny płat tkaniny o proporcjach 5:8, podzielony na trzy poziome pasy: dwa błękitne i biały (nawiązujący do rzeki Białej) w stosunku 10:1:1. W jego centralnej części umieszczono godło z herbu gminy. |
| Miasto i gmina Modliborzyce   |      | Flaga gminy została ustanowiona uchwałą nr XXXV/198/2017 z 27 czerwca 2017. Jest to prostokątny płat tkaniny o proporcjach 5:8, podzielony na trzy poziome pasy: dwa czerwone i biały w stosunku 1:3:1. W jego centralnej części umieszczono herb gminy.                                                                 |
| Gmina Potok Wielki            |      | Flaga gminy, autorstwa Roberta Szydlika, została ustanowiona uchwałą nr XXXIII/234/2018 z 22 maja 2018. Jest to prostokątny płat tkaniny o proporcjach 5:8, podzielony na dwie równe części: lewą białą, z herbem gminy oraz prawą czerwoną.                                                                             |

### Powiat krasnostawski
| Gmina                 | Wzór | Opis |
| --------------------- | ---- | --- |
| Miasto Krasnystaw     |      | Flaga miasta została ustanowiona uchwałą nr XXI/143/2000 z 23 marca 2000. Jest to prostokątny płat tkaniny o proporcjach 5:8 koloru żółtego, w którego centralnej części umieszczono herb miasta.                                                         |
| Gmina Krasnystaw      |      | Flaga gminy została ustanowiona uchwałą nr X/73/2003 z 28 października 2003. Jest to prostokątny płat tkaniny o proporcjach 5:8 koloru zielonego, w którego centralnej części umieszczono godło z herbu gminy.                                            |
| Gmina Łopiennik Górny |      | Flaga gminy została ustanowiona uchwałą nr XXV/120/97 z 10 sierpnia 1997. Jest to prostokątny płat tkaniny o proporcjach 5:8, podzielony na cztery równe poziome pasy: zielony, biały, żółty i czerwony. W jego centralnej części umieszczono herb gminy. |

### Powiat kraśnicki
| Gmina                  | Wzór | Opis |
| ---------------------- | ---- | --- |
| Miasto i gmina Annopol |      | Flaga gminy, autorstwa Piotra Dymmela i Dariusza Dessauera, została ustanowiona uchwałą nr XXXVIII/198/2002 z 28 czerwca 2002. Jest to prostokątny płat tkaniny o proporcjach 5:8, podzielony na trzy poziome pasy: biały, zielony i żółty w stosunku 2:1:2.                    |
| Gmina Dzierzkowice     |      | Flaga gminy, autorstwa Krzysztofa Skupieńskiego, została ustanowiona uchwałą nr XXIII/152/2005 z 29 września 2005. Jest to prostokątny płat tkaniny o proporcjach 5:8 koloru zielonego, w którego centralnej części umieszczono godło z herbu gminy.                            |
| Miasto Kraśnik         |      | Flaga miasta została ustanowiona uchwałą nr XI/71/2015 z 25 czerwca 2015. Jest to prostokątny płat tkaniny, podzielony na trzy kliny: czerwony i dwa żółte. Z lewej strony płata umieszczono godło z herbu miasta.                                                              |
| Gmina Kraśnik          |      | Flaga gminy została ustanowiona uchwałą nr XLIII/191/2006 26 października 2006. Jest to prostokątny płat tkaniny o proporcjach 5:8, podzielony na trzy pionowe pasy: dwa błękitne i biały w stosunku 1:3:1. W jego centralnej części umieszczono herb gminy.                    |
| Gmina Szastarka        |      | Flaga gminy, autorstwa Henryka Seroki i ks. Pawła Dudzińskiego, została ustanowiona uchwałą nr LXIX/245/2010 z 10 listopada 2010. Jest to prostokątny płat tkaniny o proporcjach 5:8 koloru zielonego, w którego centralnej części umieszczono godło z herbu gminy.             |
| Gmina Trzydnik Duży    |      | Flaga gminy, autorstwa Henryka Seroki, to prostokątny płat tkaniny o proporcjach 5:8, podzielony na trzy poziome pasy: dwa czerwone i żółty w stosunku 1:3:1. W jego centralnej części umieszczono herb gminy.                                                                  |
| Miasto i gmina Urzędów |      | Flaga gminy, autorstwa Piotra Dymmela i Dariusza Dessauera, została ustanowiona uchwałą nr XXII-149/2004 z 29 października 2004. Jest to prostokątny płat tkaniny o proporcjach 5:8, podzielony na dwie równe części: lewą czerwoną, z godłem z herbu gminy oraz prawą zieloną. |
| Gmina Wilkołaz         |      | Flaga gminy, autorstwa Henryka Seroki, została ustanowiona uchwałą nr XII/67/2015 z 20 listopada 2015. Jest to prostokątny płat tkaniny o proporcjach 5:8 koloru zielonego, w którego centralnej części umieszczono godło z herbu gminy.                                        |
| Gmina Zakrzówek        |      | Flaga gminy, autorstwa Kamila Wójcikowskiego i Roberta Fidury, została ustanowiona uchwałą nr XLV/275/2014 z 30 lipca 2014. Jest to prostokątny płat tkaniny o proporcjach 5:8 koloru błękitnego, z którego lewej strony płata umieszczono godło z herbu gminy.                 |

### Powiat lubartowski
| Gmina                   | Wzór | Opis |
| ----------------------- | ---- | --- |
| Gmina Abramów           |      | Flaga gminy, autorstwa Henryka Seroki, została ustanowiona uchwałą nr XLV/207/2018 z 17 sierpnia 2018. Jest to prostokątny płat tkaniny o proporcjach 5:8, podzielony na dwie równe części: lewą białą, z godłem z herbu gminy oraz prawą błękitną. |
| Miasto i gmina Kamionka |      | Flaga gminy, autorstwa Henryka Seroki, została ustanowiona uchwałą nr XXXI/209/2021 z 30 listopada 2021. Jest to prostokątny płat tkaniny o proporcjach 5:8, podzielony na siedem równych poziomych pasów: cztery czerwone i trzy białe. W jego centralnej części umieszczono herb gminy.                                                                        |
| Miasto Lubartów         |      | Flaga miasta została ustanowiona uchwałą nr XII/188/04 z 27 sierpnia 2004. Jest to prostokątny płat tkaniny o proporcjach 5:8, podzielony na dwa równe poziome pasy: czerwony i niebieski. |
| Gmina Lubartów          |      | Flaga gminy to prostokątny płat tkaniny o proporcjach 5:8, podzielony na trzy poziome pasy: zielony, żółty i czerwony w stosunku 2:1:2. W jego centralnej części może znajdować się herb gminy. |
| Gmina Niedźwiada        |      | Flaga gminy to prostokątny płat tkaniny o proporcjach 5:8, podzielony na trzy poziome pasy: biały, zielony i czerwony w stosunku 2:1:2. W jego centralnej części może znajdować się herb gminy, |
| Gmina Ostrówek          |      | Flaga gminy została ustanowiona uchwałą nr XXVIII/146/09 z 30 grudnia 2009. Jest to prostokątny płat tkaniny o proporcjach 5:8, podzielony na trzy poziome pasy: zielony, biały i czerwony w stosunku 1:3:1. W jego centralnej części umieszczono herb gminy. |
| Gmina Serniki           |      | Flaga gminy została ustanowiona uchwałą nr XLIV/250/2013 z 30 grudnia 2013. Jest to prostokątny płat tkaniny o proporcjach 5:8, podzielony na pięć pionowych pasów: dwa białe i trzy błękitne w stosunku 1:1:8:1:1. W jego centralnej części umieszczono godło z herbu gminy.                                                                                    |
| Gmina Uścimów           |      | Flaga gminy, autorstwa Kamila Wójcikowskiego i Roberta Fidury, została ustanowiona uchwałą nr XIX/120/2020 z 23 czerwca 2020. Jest to prostokątny płat tkaniny o proporcjach 5:8, podzielony na dwie części: lewą błękitną, z godłem z herbu gminy oraz prawą, podzieloną na siedem równych poziomych pasów: błękitny, żółty, biały, błękitny, żółty i błękitny. |

### Miasto Lublin
| Wzór | Opis |
| ---- | --- |
|      | Pierwsza wersja flagi miasta została ustanowiona 31 maja 1989, obecna została ustanowiona uchwałą nr 465/XXI/2004 z 8 lipca 2004. Jest to prostokątny płat tkaniny o proporcjach 5:8, podzielony na trzy poziome pasy: biały, zielony i czerwony w stosunku 2:1:2. W wersji urzędowej w centralnej części flagi znajduje się herb Lublina. |

### Powiat lubelski
| Gmina                  | Wzór | Opis |
| ---------------------- | ---- | --- |
| Miasto i gmina Bełżyce |      | Flaga gminy, autorstwa Kamila Wójcikowskiego i Roberta Fidury, została ustanowiona uchwałą nr XIX/101/2016 z 17 marca 2016. Jest to prostokątny płat tkaniny o proporcjach 5:8 koloru błękitnego, z którego lewej strony płata umieszczono godło z herbu gminy.                                                                                  |
| Miasto i gmina Bychawa |      | Flaga gminy została ustanowiona uchwałą nr XLIII/290/2014 z 26 czerwca 2014. Jest to prostokątny płat tkaniny o proporcjach 5:8 koloru błękitnego, w którego centralnej części umieszczono godło z herbu gminy. |
| Gmina Garbów           |      | Flaga gminy, autorstwa Henryka Seroki, została ustanowiona uchwałą nr XXIII/10/154/93 z 23 kwietnia 1993. Jest to prostokątny płat tkaniny o proporcjach 5:8, podzielony na dwa równe poziome pasy: złoty i czerwony. W centralnej części górnego pasa może znajdować się herb gminy.                                                            |
| Gmina Głusk            |      | Flaga gminy to prostokątny płat tkaniny o proporcjach 5:8, podzielony na dwa równe poziome pasy: czerwony i zielony, z białym klinem z prawej strony płata. |
| Gmina Jabłonna         |      | Flaga gminy została ustanowiona uchwałą nr XXVIII/195/2009 z 29 grudnia 2009. Jest to prostokątny płat tkaniny o proporcjach 5:8, podzielony na trzy poziome pasy: żółty, biały i zielony w stosunku 1:3:1. W jego centralnej części umieszczono herb gminy.                                                                                     |
| Gmina Jastków          |      | Flaga gminy, autorstwa Wojciecha Tutaka, została ustanowiona uchwałą nr XXX/220/2017 z 17 lutego 2017. Jest to prostokątny płat tkaniny o proporcjach 5:8, podzielony na pięć poziomych pasów: dwa białe i trzy czerwone w stosunku 1:1:12:1:1. Z lewej strony płata umieszczono godło z herbu gminy.                                            |
| Gmina Niedrzwica Duża  |      | Flaga gminy została ustanowiona uchwałą nr XXVIII/214/97 z 29 grudnia 1997. Jest to prostokątny płat tkaniny o proporcjach 5:8, podzielony na trzy równe pionowe pasy: dwa czerwone i biały. W jego centralnej części umieszczono herb gminy. |
| Gmina Niemce           |      | Flaga gminy została ustanowiona uchwałą nr LIV/592/06 z 28 września 2006. Jest to prostokątny płat tkaniny o proporcjach 5:8, podzielony na trzy równe pionowe pasy: błękitny, biały i czerwony. W jego centralnej części umieszczono herb gminy.                                                                                                |
| Gmina Strzyżewice      |      | Pierwsza wersja flagi gminy została ustanowiona uchwałą nr XXXIII/206/05 z 12 kwietnia 2005, obecna została ustanowiona uchwałą nr XLIII/235/2022 z 9 września 2022. Jest to prostokątny płat tkaniny o proporcjach 5:8, podzielony na trzy pionowe pasy: dwa zielone i żółty w stosunku 1:3:1. W jego centralnej części umieszczono herb gminy. |
| Gmina Wojciechów       |      | Flaga gminy, autorstwa Wojciecha Tutaka i Pawła Dudzińskiego, została ustanowiona uchwałą nr XXXVIII/170/14 z 24 kwietnia 2014. Jest to prostokątny płat tkaniny o proporcjach 5:8 koloru czerwonego, z którego lewej strony płata umieszczono godło z herbu gminy.                                                                              |
| Gmina Wysokie          |      | Flaga gminy, autorstwa Henryka Seroki, została ustanowiona uchwałą nr XX/139/2017 z 30 stycznia 2017. Jest to prostokątny płat tkaniny o proporcjach 5:8, podzielony na dwie równe części: lewą białą, z godłem z herbu gminy oraz prawą czerwoną.                                                                                               |

### Powiat łęczyński
| Gmina                 | Wzór | Opis |
| --------------------- | ---- | --- |
| Gmina Cyców           |      | Flaga gminy została ustanowiona uchwałą nr IX/73/15 z 30 grudnia 2015. Jest to prostokątny płat tkaniny o proporcjach 5:8 koloru czerwonego, w którego centralnej części umieszczono godło z herbu gminy.                                                                   |
| Gmina Ludwin          |      | Flaga gminy to prostokątny płat tkaniny, podzielony na cztery poziome pasy: błękitny, żółty, biały i błękitny w stosunku 1:2:2:1. W jego centralnej części umieszczono herb gminy.                                                                                          |
| Miasto i gmina Łęczna |      | Flaga gminy została ustanowiona uchwałą nr XXIII/181/96 z 28 lutego 1996. Jest to prostokątny płat tkaniny o proporcjach 5:8, podzielony na trzy poziome pasy: czarny, srebrny i czerwony w stosunku 4:1:4. W centralnej części górnego pasa może znajdować się herb gminy. |
| Gmina Milejów         |      | Flaga gminy, autorstwa Walerego Pisarka, została ustanowiona uchwałą nr XVII/107/04 z 22 czerwca 2004. Jest to prostokątny płat tkaniny o proporcjach 5:8, podzielony na dwa równe pionowe pasy: czerwony i błękitny. W jego centralnej części umieszczono herb gminy.      |

### Powiat łukowski
| Gmina                   | Wzór | Opis |
| ----------------------- | ---- | --- |
| Gmina Adamów            |      | Flaga gminy została ustanowiona uchwałą nr XXII/144/13 z 4 marca 2013. Jest to prostokątny płat tkaniny o proporcjach 5:8, podzielony na trzy poziome pasy: czerwony, żółty i czarny w stosunku 1:6:1. W jego centralnej części umieszczono godło z herbu gminy.                                                                         |
| Gmina Krzywda           |      | Flaga gminy, autorstwa Pawła Dudzińskiego, została ustanowiona uchwałą nr VII/43/2011 z 28 czerwca 2011. Jest to prostokątny płat tkaniny o proporcjach 5:8, podzielony na trzy poziome pasy: dwa błękitne i biały w stosunku 1:3:1. W jego centralnej części umieszczono herb gminy.                                                    |
| Miasto Łuków            |      | Flaga miasta, autorstwa Henryka Seroki, została ustanowiona uchwałą nr LVI/405/2018 z 18 września 2018. Jest to prostokątny płat tkaniny o proporcjach 5:8, podzielony na trzy poziome pasy: dwa czerwone i żółty w stosunku 8:1:1 (żółty pas może symbolizować rzekę Krznę). W jego centralnej części umieszczono godło z herbu miasta. |
| Gmina Stanin            |      | Flaga gminy została ustanowiona uchwałą nr XIII/86/08 z 29 lutego 2008. Jest to prostokątny płat tkaniny o proporcjach 5:8, podzielony na trzy pionowe pasy: dwa zielone i czerwony w stosunku 1:3:1. W jego centralnej części umieszczono godło z herbu gminy.                                                                          |
| Miasto Stoczek Łukowski |      | Pierwsza wersja flagi miasta została ustanowiona 9 czerwca 1995, obecna została ustanowiona uchwałą nr XXVI/168/2021 z 29 kwietnia 2021. Jest to prostokątny płat tkaniny o proporcjach 5:8, podzielony na dwa równe poziome pasy: biały i błękitny. W centralnej części górnego pasa umieszczono herb miasta.                           |
| Gmina Wojcieszków       |      | Flaga gminy została ustanowiona uchwałą nr XV/82/04 z 19 maja 2004. Jest to prostokątny płat tkaniny o proporcjach 5:8, podzielony na trzy pionowe pasy: biały, żółty i czerwony w stosunku 7:2:7. Z lewej strony płata umieszczono godło z herbu gminy.                                                                                 |
| Gmina Wola Mysłowska    |      | Flaga gminy została ustanowiona uchwałą nr XI/60/2011 z 28 grudnia 2011. Jest to prostokątny płat tkaniny o proporcjach 5:8 koloru czerwonego, w którego lewej części płata umieszczono godło z herbu gminy. |

### Powiat opolski
| Gmina                            | Wzór | Opis |
| -------------------------------- | ---- | --- |
| Miasto i gmina Józefów nad Wisłą |      | Flaga gminy została ustanowiona 25 marca 1997. Jest to prostokątny płat tkaniny o proporcjach 5:8, podzielony na trzy równe poziome pasy: złoty, srebrny i błękitny. W jego centralnej części może znajdować się herb gminy.                                                            |
| Gmina Karczmiska                 |      | Flaga gminy, autorstwa Henryka Seroki i Pawła Dudzińskiego, została ustanowiona w 2000. Jest to prostokątny płat tkaniny o proporcjach 5:8, podzielony na cztery równe poziome pasy: żółty, czerwony, biały i zielony.                                                                  |
| Gmina Łaziska                    |      | Flaga gminy została ustanowiona uchwałą nr XXI/117/09 z 27 marca 2009. Jest to prostokątny płat tkaniny o proporcjach 5:8, podzielony na dwie równe części: lewą czerwoną, z godłem z herbu gminy oraz prawą żółtą.                                                                     |
| Gmina Wilków                     |      | Flaga gminy, autorstwa Henryka Seroki, została ustanowiona uchwałą nr XVII/52/2011 z 21 listopada 2011. Jest to prostokątny płat tkaniny o proporcjach 5:8, podzielony na siedem równych poziomych pasów: cztery zielone i trzy białe. W jego centralnej części umieszczono herb gminy. |

### Powiat parczewski
| Gmina                  | Wzór | Opis |
| ---------------------- | ---- | --- |
| Gmina Dębowa Kłoda     |      | Flaga gminy to prostokątny płat tkaniny o proporcjach 5:8, podzielony na cztery równe poziome pasy: biały, zielony, żółty i czerwony. Na górnym pasie może znajdować się herb gminy. |
| Gmina Jabłoń           |      | Flaga gminy została ustanowiona uchwałą nr XXXII/162/97 z 15 grudnia 1997. Jest to prostokątny płat tkaniny o proporcjach 5:8, podzielony na trzy równe poziome pasy: żółty, czerwony i błękitny.                                                                                         |
| Gmina Milanów          |      | Flaga gminy została ustanowiona uchwałą nr nr XXIII/113/97 z 27 czerwca 1997. Jest to prostokątny płat tkaniny o proporcjach 5:8, podzielony na trzy równe poziome pasy: biały, żółty i czerwony. W jego centralnej części może znajdować się herb gminy.                                 |
| Miasto i gmina Parczew |      | Flaga gminy, autorstwa Henryka Seroki, została ustanowiona uchwałą nr XXXV/253/2017 z 29 maja 2017. Jest to prostokątny płat tkaniny o proporcjach 5:8, podzielony na trzy poziome pasy: dwa czerwone i żółty w stosunku 8:1:1. W jego centralnej części umieszczono godło z herbu gminy. |
| Gmina Podedwórze       |      | Flaga gminy to prostokątny płat tkaniny o proporcjach 5:8, podzielony na cztery równe poziome pasy: dwa czerwone i dwa białe. W jego centralnej części może znajdować się herb gminy. |
| Gmina Siemień          |      | Flaga gminy została ustanowiona uchwałą nr IX/68/95 z 24 sierpnia 1995. Jest to prostokątny płat tkaniny o proporcjach 5:8, podzielony na dwa równe poziome pasy: złoty i czerwony. W centralnej części górnego pasa może znajdować się herb gminy.                                       |

### Powiat puławski
| Gmina                          | Wzór | Opis |
| ------------------------------ | ---- | --- |
| Gmina Baranów                  |      | Flaga gminy została ustanowiona uchwałą nr XXXV/299/2009 z 16 kwietnia 2009. Jest to prostokątny płat tkaniny o proporcjach 5:8, podzielony na dwie równe części: lewą czerwoną, z godłem z herbu gminy oraz prawą, podzieloną na pięć równych poziomych pasów: trzy żółte i dwa czerwone. |
| Gmina Janowiec                 |      | Flaga gminy została ustanowiona uchwałą nr XXVII/154/2013 z 20 czerwca 2013. Jest to prostokątny płat tkaniny o proporcjach 5:8, podzielony na osiem równych czerwonych i białych poziomych pasów. W jego centralnej części umieszczono herb gminy.                                        |
| Miasto i gmina Kazimierz Dolny |      | Flaga gminy jest używana od 1997. Jest to prostokątny płat tkaniny o proporcjach 5:8, podzielony na pięć poziomych pasów: błękitny, czerwony, biały, żółty i błękitny w stosunku 3:1:1:1:3. W jego centralnej części umieszczono herb gminy.                                               |
| Miasto i gmina Końskowola      |      | Flaga gminy została ustanowiona 14 kwietnia 1995. Jest to prostokątny płat tkaniny o proporcjach 5:8, podzielony na trzy poziome pasy: srebrny, złoty i błękitny w stosunku 1:2:1. W jego centralnej części może znajdować się herb gminy.                                                 |
| Miasto i gmina Kurów           |      | Flaga gminy została ustanowiona uchwałą nr XXII/215/2021 z 21 kwietnia 2021. Jest to prostokątny płat tkaniny o proporcjach 5:8 koloru ciemnoniebieskiego, w którego centralnej części umieszczono herb gminy.                                                                             |
| Gmina Markuszów                |      | Flaga gminy została ustanowiona uchwałą nr XI/77/96 z 15 lutego 1996. Jest to prostokątny płat tkaniny o proporcjach 5:8, podzielony na dwa równe poziome pasy: złoty i błękitny. W jego centralnej części może znajdować się herb gminy.                                                  |
| Miasto i gmina Nałęczów        |      | Flaga gminy to prostokątny płat tkaniny o proporcjach 7:13, podzielony na trzy poziome pasy: dwa czerwone i żółty w stosunku 1:2:1. W jego centralnej części może znajdować się herb gminy.                                                                                                |
| Miasto Puławy                  |      | Flaga miasta została ustanowiona uchwałą nr XLVII/463/10 z 25 marca 2010. Jest to prostokątny płat tkaniny o proporcjach 5:8, podzielony na cztery poziome pasy: srebrny, czerwony, złoty i błękitny w stosunku 2:1:1:2. W jego centralnej części może znajdować się herb miasta.          |
| Gmina Puławy                   |      | Flaga gminy, autorstwa Pawła Dudzińskiego, została ustanowiona uchwałą nr XXI/120/2013 z 17 stycznia 2013. Jest to prostokątny płat tkaniny o proporcjach 5:8, podzielony na trzy poziome pasy: dwa czerwone i biały w stosunku 1:6:1. W jego centralnej części umieszczono herb gminy.    |
| Gmina Żyrzyn                   |      | Flaga gminy została ustanowiona uchwałą nr X/67/2016 z 29 stycznia 2016. Jest to prostokątny płat tkaniny o proporcjach 5:8, podzielony na trzy poziome pasy: czerwony, biały i błękitny w stosunku 3:1:1. W lewym górnym rogu płata umieszczono godło z herbu gminy.                      |

### Powiat radzyński
| Gmina                      | Wzór | Opis |
| -------------------------- | ---- | --- |
| Gmina Borki                |      | Flaga gminy, autorstwa ks. Pawła Dudzińskiego, została ustanowiona uchwałą nr XVII/98/2012 z 20 czerwca 2012. Jest to prostokątny płat tkaniny o proporcjach 5:8, podzielony na dwie równe części: lewą czerwoną, z godłem z herbu gminy oraz prawą, podzieloną na siedem równych poziomych pasów: cztery czerwone, dwa żółte i biały. |
| Miasto i gmina Czemierniki |      | Flaga gminy została ustanowiona uchwałą nr XXXIX/177/97 z 7 sierpnia 1997. Jest to prostokątny płat tkaniny o proporcjach 5:8, podzielony na cztery równe poziome pasy: biały, zielony, żółty i błękitny. W centralnej części górnych pasów może znajdować się herb gminy.                                                             |
| Gmina Kąkolewnica          |      | Flaga gminy została ustanowiona uchwałą nr VII/52/2011 z 25 sierpnia 2011. Jest to prostokątny płat tkaniny o proporcjach 3:6 koloru błękitnego, w którego centralnej części umieszczono godło z herbu gminy. |
| Gmina Radzyń Podlaski      |      | Flaga gminy, autorstwa Roberta Szydlika, została ustanowiona uchwałą nr XII/63/2015 z 16 września 2015. Jest to prostokątny płat tkaniny o proporcjach 5:8, podzielony na pięć pionowych pasów: czerwony, biały, czerwony, żółty i czerwony w stosunku 1:1:4:1:1. W jego centralnej części umieszczono godło z herbu gminy.            |
| Gmina Ulan-Majorat         |      | Flaga gminy, autorstwa Henryka Seroki, została ustanowiona uchwałą nr XXXI/155/10 z 19 kwietnia 2010. Jest to prostokątny płat tkaniny o proporcjach 5:8 koloru czerwonego, w którego centralnej części umieszczono godło z herbu gminy.                                                                                               |

### Powiat rycki
| Gmina          | Wzór | Opis |
| -------------- | ---- | --- |
| Miasto Dęblin  |      | Flaga miasta, autorstwa Dariusza Dessauera, została ustanowiona uchwałą nr XXXVIII/218/93 z 2 marca 1993. Jest to prostokątny płat tkaniny o proporcjach 5:8, podzielony na trzy poziome pasy: srebrny, złoty i błękitny w stosunku 2:1:2. W jego centralnej części może znajdować się herb miasta. |
| Gmina Kłoczew  |      | Flaga gminy została ustanowiona uchwałą nr XXIV/175/2016 z 22 lipca 2016. Jest to prostokątny płat tkaniny o proporcjach 5:8 koloru białego, w którego centralnej części umieszczono godło z herbu gminy, a pod nim dwa poziome czerwone pasy.                                                      |
| Gmina Nowodwór |      | Flaga gminy została ustanowiona uchwałą nr V/19/2015 z 27 lutego 2015. Jest to prostokątny płat tkaniny o proporcjach 5:8 koloru czerwonego, w którego centralnej części umieszczono godło z herbu gminy.                                                                                           |
| Gmina Stężyca  |      | Flaga gminy została ustanowiona uchwałą nr XLIV/256/2006 z 11 października 2006. Jest to prostokątny płat tkaniny o proporcjach 5:8 koloru czerwonego, w którego centralnej części umieszczono godło z herbu gminy (wraz z zielonym polem).                                                         |
| Gmina Ułęż     |      | Flaga gminy to prostokątny płat tkaniny o proporcjach 5:8 koloru czerwonego, w którego centralnej części umieszczono godło z herbu gminy. |

### Powiat świdnicki
| Gmina          | Wzór | Opis |
| -------------- | ---- | --- |
| Gmina Mełgiew  |      | Flaga gminy została ustanowiona w 1993. Jest to prostokątny płat tkaniny o proporcjach 5:8, podzielony na trzy pionowe pasy: srebrny, błękitny i czerwony. W jego centralnej części może znajdować się herb gminy.                                                       |
| Miasto Świdnik |      | Flaga miasta, autorstwa Dariusza Dessauera, została ustanowiona 18 marca 1993. Jest to prostokątny płat tkaniny o proporcjach 5:8, podzielony na trzy poziome pasy: srebrny, czerwony i błękitny w stosunku 1:1:2. W górnej części płata może znajdować się herb miasta. |
| Gmina Trawniki |      | Flaga gminy to prostokątny płat tkaniny o proporcjach 5:8, podzielona dwoma wrębami, złotym i srebrnym, na cztery pola: górne błękitne, dolne zielone oraz dwa boczne czerwone.                                                                                          |

### Powiat tomaszowski
| Gmina                            | Wzór | Opis |
| -------------------------------- | ---- | --- |
| Gmina Bełżec                     |      | Flaga gminy, autorstwa Henryka Seroki i Pawła Dudzińskiego, została ustanowiona uchwałą nr XVI/85/12 z 28 czerwca 2012. Jest to prostokątny płat tkaniny o proporcjach 5:8, podzielony na pięć pionowych pasów: trzy czerwone i dwa żółte w stosunku 1:1:4:1:1. W jego centralnej części umieszczono godło z herbu gminy. |
| Gmina Jarczów                    |      | Flaga gminy, autorstwa Henryka Seroki i Tadeusza Sobieszka, została ustanowiona uchwałą nr XX/151/21 z 30 kwietnia 2021. Jest to prostokątny płat tkaniny o proporcjach 5:8, podzielony na trzy poziome pasy: żółty, biały i czerwony w stosunku 1:3:1. W jego centralnej części umieszczono herb gminy.                  |
| Miasto i gmina Lubycza Królewska |      | Flaga gminy, autorstwa Włodzimierza Chorążkiego, została ustanowiona uchwałą nr XXX/232/2010 z 24 marca 2010. Jest to prostokątny płat tkaniny o proporcjach 5:8, podzielony na trzy poziome pasy: dwa białe i czerwony w stosunku 1:3:1. W jego centralnej części umieszczono herb gminy.                                |
| Miasto i gmina Łaszczów          |      | Flaga gminy, autorstwa Henryka Seroki, została ustanowiona uchwałą nr VII/43/11 z 17 czerwca 2011. Jest to prostokątny płat tkaniny o proporcjach 5:8, podzielony na trzy poziome pasy: dwa czerwone i żółty w stosunku 1:2:1. W jego centralnej części umieszczono herb gminy.                                           |
| Gmina Tarnawatka                 |      | Flaga gminy, autorstwa Henryka Seroki, została ustanowiona uchwałą nr XXIII/155/2017 z 27 września 2017. Jest to prostokątny płat tkaniny o proporcjach 5:8 koloru czerwonego, w którego centralnej części umieszczono godło z herbu gminy.                                                                               |
| Gmina Telatyn                    |      | Flaga gminy, autorstwa Roberta Szydlika, została ustanowiona uchwałą nr XVII/88/2012 z 21 listopada 2012. Jest to prostokątny płat tkaniny o proporcjach 5:8 koloru czerwonego, w którego centralnej części umieszczono godło z herbu gminy.                                                                              |
| Miasto Tomaszów Lubelski         |      | Flaga miasta została ustanowiona uchwałą nr XXXVI/312/2001 z 6 sierpnia 2001. Jest to prostokątny płat tkaniny o proporcjach 5:8 koloru białego, w którego centralnej części umieszczono herb miasta. |
| Gmina Tomaszów Lubelski          |      | Flaga gminy została ustanowiona uchwałą nr III/11/2024 z 24 maja 2024. Jest to prostokątny płat tkaniny o proporcjach 5:8, podzielony na dwa poziome pasy: czerwony i zielony w stosunku 3:1. Z lewej strony płata umieszczono godło z herbu gminy.                                                                       |
| Gmina Ulhówek                    |      | Flaga gminy została ustanowiona uchwałą nr XVII/88/2012 z 31 sierpnia 2012. Jest to prostokątny płat tkaniny o proporcjach 5:8, podzielony na dwa równe poziome pasy: błękitny i czerwony. W jego centralnej części umieszczono herb gminy.                                                                               |

### Powiat włodawski
| Gmina          | Wzór | Opis |
| -------------- | ---- | --- |
| Gmina Hańsk    |      | Flaga gminy została ustanowiona uchwałą nr XXI/150/09 z 30 czerwca 2009. Jest to prostokątny płat tkaniny o proporcjach 5:8 koloru czerwonego, w którego centralnej części umieszczono godło z herbu gminy. |
| Miasto Włodawa |      | Flaga gminy, autorstwa Alfreda Znamierowskiego, to prostokątny płat tkaniny o proporcjach 5:8, podzielony na dwie części w stosunku 3:5 – lewą zieloną, ze skrzyżowanymi złotymi: pochodnią i mieczami (ułożeniem symbolizujących herb Jelita) oraz prawą, na której umieszczono dwa białe trójkąty, skierowane wierzchołkami w prawo (tworzących literę „W”). |

### Miasto Zamość
| Wzór | Opis |
| ---- | --- |
|      | Flaga miasta, autorstwa Jacka Skorupskiego, została ustanowiona uchwałą nr XVIII/121/95 z 28 sierpnia 1995. Jest to prostokątny płat tkaniny o proporcjach 5:8, podzielony w lewy skos na dwie równe części: czerwoną i żółtą. W lewym górnym rogu płata umieszczono herb Jelita, którym pieczętował się założyciel miasta Jan Zamoyski. |

### Powiat zamojski
| Gmina                     | Wzór | Opis |
| ------------------------- | ---- | --- |
| Gmina Adamów              |      | Flaga gminy została ustanowiona uchwałą nr VII/59/15 z 8 września 2015. Jest to prostokątny płat tkaniny o proporcjach 5:8, podzielony na trzy poziome pasy: dwa zielone i żółty w stosunku 5:1:1. W centralnej części górnego pasa umieszczono godło z herbu gminy. |
| Gmina Komarów-Osada       |      | Flaga gminy została ustanowiona uchwałą nr XVII/110/08 z 18 lipca 2008. Jest to prostokątny płat tkaniny o proporcjach 5:8, podzielony na trzy poziome pasy: żółty, biały i czerwony w stosunku 1:3:1. Z lewej strony płata umieszczono herb gminy.                  |
| Miasto i gmina Krasnobród |      | Flaga gminy została ustanowiona uchwałą nr XXVIII/192/93 z 9 maja 1993. Jest to prostokątny płat tkaniny o proporcjach 5:8, podzielony na dwa równe poziome pasy: złoty i czerwony.                                                                                  |
| Gmina Łabunie             |      | Flaga gminy, autorstwa Lecha-Tadeusza Karczewskiego, została ustanowiona uchwałą nr XIII/76/2012 z 23 maja 2012. Jest to prostokątny płat tkaniny o proporcjach 5:8 koloru błękitnego, w którego centralnej części umieszczono godło z herbu gminy.                  |
| Gmina Miączyn             |      | Flaga gminy została ustanowiona uchwałą nr XXV/141/09 z 30 kwietnia 2009. Jest to prostokątny płat tkaniny o proporcjach 5:8, podzielony na trzy poziome pasy: żółty, biały i czerwony w stosunku 1:3:1. W jego centralnej części umieszczono herb gminy.            |
| Gmina Nielisz             |      | Flaga gminy, autorstwa Gerarda Kucharskiego, została ustanowiona uchwałą nr XVI/95/2016 z 12 lutego 2016. Jest to prostokątny płat tkaniny o proporcjach 5:8 koloru czerwonego, w którego centralnej części umieszczono godło z herbu gminy.                         |
| Gmina Stary Zamość        |      | Flaga gminy, autorstwa Roberta Szydlika, została ustanowiona uchwałą nr XXXVII/207/18 z 20 września 2018. Jest to prostokątny płat tkaniny o proporcjach 5:8 koloru czerwonego, z którego lewej strony płata umieszczono godło z herbu gminy.                        |
| Gmina Sułów               |      | Flaga gminy, autorstwa Kamila Wójcikowskiego i Roberta Fidury, została ustanowiona uchwałą nr X/71/2024 z 30 grudnia 2024. Jest to prostokątny płat tkaniny o proporcjach 5:8 koloru czerwonego, w którego centralnej części umieszczono godło z herbu gminy.        |
| Gmina Zamość              |      | Flaga gminy to prostokątny płat tkaniny o proporcjach 5:8, podzielony na dwie części w stosunku 5:3 – lewą czerwoną, z godłem z herbu gminy oraz prawą, podzieloną na sześć równych poziomych pasów: dwa białe, dwa czerwone i dwa żółte.                            |

## Dawne flagi
| Gmina       | Wzór | Opis |
| ----------- | ---- | --- |
| Gmina Chełm |      | Flaga gminy, autorstwa Piotra Dymmela, została ustanowiona uchwałą nr XLVIII/270/2006 z 26 października 2006, uchylona uchwałą nr LX/571/2023 z 30 stycznia 2023. Był to prostokątny płat tkaniny o proporcjach 5:8, podzielony na trzy poziome pasy: biały, zielony i żółty w stosunku 1:2:1. W jego centralnej części mógł znajdować się godło z herbu gminy. |